# José Antonio Olmos
José Antonio Olmos Heredia nació en San Miguel de Tucumán el 10 de diciembre de 1850 y falleció en Buenos Aires el 9 de noviembre de 1918.

## Biografía
Importante jurisconsulto y miembro del Superior Tribunal de Justicia de la Provincia de Tucumán, fue ministro del Gobierno del doctor Próspero García. El 4 de octubre de 1904 el colegio electoral designa gobernador de la provincia de Tucumán al doctor José Antonio Olmos, que no era un político militante y contó con el apoyo, para llegar al gobierno, del Partido Demócrata. Los partidos conservadores Unión Popular y Unión Provincial combatieron su gestión de gobierno, lo que le acarreó grandes conflictos que determinaron la intervención federal. Al recuperar la provincia su autonomía, llegó al gobierno el ingeniero Luis Nougués, apoyado por los elementos conservadores. Conocido como Pampite, sus obras velan mucho dramatismo.